# ویلیام وی. سالیوان
ویلیام وی. سالیوان (به انگلیسی: William V. Sullivan) سناتور سابق عضو حزب دموکرات ایالات متحده آمریکا بود. وی در سال ۱۸۹۸ تا ۱۹۰۱ میلادی سناتور ایالت میسیسیپی در سنای ایالات متحده آمریکا بود.